# Dryadomorpha pacifica
Dryadomorpha pacifica är en insektsart som beskrevs av Webb 1981. Dryadomorpha pacifica ingår i släktet Dryadomorpha och familjen dvärgstritar. Inga underarter finns listade i Catalogue of Life.